# Johan Cortlever
Johan George Cortlever (Amsterdam, 4 augustus 1885 – aldaar, 14 april 1972) was een zwemmer en waterpoloër, die Nederland in 1908 vertegenwoordigde bij de Olympische Spelen in Londen.
Cortlever kwam in de hoofdstad van Groot-Brittannië uit op de 100 meter rugslag. Op dat nummer werd hij voortijdig (zevende serie) uitgeschakeld. Hij was een van de zeven zwemmers, die Nederland vertegenwoordigde bij de vierde Olympische Spelen. De anderen waren Bouke Benenga, Lamme Benenga, Frits Meuring, Piet Ooms, Eduard Meijer en Bartholomeus Roodenburch.
Maar Cortlever verscheen in Londen niet alleen aan de start als zwemmer, hij was ook lid van de Nederlandse waterpoloploeg, waarmee hij als vierde en laatste eindigde. Twaalf jaar later, bij de Olympische Spelen van Antwerpen maakte Cortlever andermaal zijn opwachting met de waterpoloërs, en eindigde de selectie op ex aequo de zevende plaats.
Cortlever overleed op 14 april 1972 in Amsterdam op 86-jarige leeftijd.
Bouke Benenga · 
Johan Cortlever · 
Jan Hulswit · 
Eduard Meijer · 
Karel Meijer · 
Piet Ooms · 
Johan Rühl
Gé Bohlander · 
Johan Cortlever · 
Leen Hoogendijk · 
Carl Kratz · 
Karel Meijer · 
Piet Plantinga · 
Jean van Silfhout · 
Karel Struijs · 
Piet van der Velden